# しゅごキャラ!のディスコグラフィ
しゅごキャラ!のディスコグラフィでは、ポニーキャニオンから発売された、テレビアニメ『しゅごキャラ!』の関連CDについて記述する。

## キャラクターソング

### 主題歌
2008年11月5日にポニーキャニオンから発売されたシングル。テレビアニメ『しゅごキャラ!』のキャラクターソングが収録されたシングル。歌っているのは、あむwithラン・ミキ・スゥ（伊藤かな恵、阿澄佳奈、加藤奈々絵、豊崎愛生）。
ニンテンドーDS用ゲーム『しゅごキャラ! あむのにじいろキャラチェンジ』のオープニングテーマとエンディングテーマを収録している。ゲームで使えるひみつのパスワードも記載している。
収録曲
（全作詞：斉藤恵） 
1. にじいろキャラチェンジ! [3:34]
作曲：柿島伸次、編曲：上杉洋史
ニンテンドーDS用ゲーム『しゅごキャラ! あむのにじいろキャラチェンジ』オープニングテーマ
テレビアニメ『しゅごキャラ!』第73話挿入歌
ニンテンドーDS用ゲーム『しゅごキャラ! ノリノリ!キャラなりズム♪』収録曲
2. 最強LOVE POWER [3:49]
作曲：市川淳、編曲：上杉洋史
ニンテンドーDS用ゲーム『しゅごキャラ! あむのにじいろキャラチェンジ』エンディングテーマ
テレビアニメ『しゅごキャラ!』第62話挿入歌
3. にじいろキャラチェンジ!（あむちゃんと歌おうカラオケ） [3:34]
4. にじいろキャラチェンジ!（ラン・ミキ・スゥと歌おうカラオケ） [3:33]
5. にじいろキャラチェンジ!（カラオケ） [3:34]
6. 最強LOVE POWER（あむちゃんと歌おうカラオケ） [3:47]
7. 最強LOVE POWER（ラン・ミキ・スゥと歌おうカラオケ） [3:48]
8. 最強LOVE POWER（カラオケ）

収録作品
アルバム
- キャラクターソングアルバム『しゅごキャラ! キャラクターソングコレクション』（2009年3月18日発売）

## 挿入歌

### 迷宮バタフライ
ほしな歌唄の1枚目のシングル。2007年12月19日にポニーキャニオンから発売された。テレビアニメ『しゅごキャラ!』の劇中歌挿入歌で、作中で水樹奈々演じるアイドル歌手、ほしな歌唄の架空の楽曲を実際にCD化したもの。アニメ本編で実際に何度かほしな歌唄が歌うシーンで使用されており、歌詞の一部は、原作で使われていたフレーズを使用している。
初回盤と通常版盤でそれぞれジャケットの絵柄であり、前者はデジパック仕様、ピクチャーレーベルとなっている。2曲とも、2009年3月18日発売の『しゅごキャラ! キャラクターソングコレクション』に収録された。水樹奈々のライブ『NANA MIZUKI LIVE FIGHTER 2008 〜BLUE SIDE〜 supported by アニメロミックス』で、「迷宮バタフライ」を水樹奈々が披露した。ちなみに「Blue Moon」は、アニメでは流されていない。
また、2011年11月23日発売の自身の2枚目のベストアルバムである『THE MUSEUM II』に「迷宮バタフライ -diverse-」としてリメイクされ収録された。
収録曲
1. 迷宮バタフライ [5:01]
作詞：PEACH-PIT・斉藤恵、作曲：dAicE、編曲：斉藤悠弥
2. Blue Moon [4:14]
作詞：斉藤恵、作曲：dAicE、編曲：斉藤悠弥
3. 迷宮バタフライ（Vocal off）
4. Blue Moon（Vocal off）

収録作品
| 曲名           | 収録作品                                         | 発売日        |
| -------------- | ------------------------------------------------ | ------------- |
| 迷宮バタフライ | 『しゅごキャラ! キャラクターソングコレクション』 | 2009年3月18日 |

### BLACK DIAMOND
ほしな歌唄の2枚目のシングル。2008年8月6日に発売された。作中でアイドル歌手であるほしな歌唄がボーカルを務めるバンド『ブラックダイヤモンズ』の架空の楽曲を、実際にCD化したもの。アニメ本編で何度か流されている。実際に発売されたCDの正式な歌手名としてはブラックダイヤモンズ Vo：ほしな歌唄(CV：水樹奈々)だが、作中では「ブラックダイヤモンズ」という歌手名で表記される。
作中でヴァイオリンを演奏しているのは、月詠イクトということになっている。『インディーズ・バージョン』ではバイオリンがまだ使われていない。歌詞の一部は、原作で使われたフレーズを使用している。
初回盤と通常盤があり、それぞれディスクジャケットの絵柄が違う。初回版はメタリックデジパック仕様、ピクチャーディスク仕様。『BLACK DIAMOND（メジャー・バージョン）』が、2009年3月18日発売の『しゅごキャラ! キャラクターソングコレクション』に収録された。
収録曲
1. BLACK DIAMOND（メジャー・バージョン） [3:45]
作詞：PEACH-PIT、斉藤恵、作曲：伊橋成哉、編曲：上杉洋史
2. BLACK DIAMOND（インディーズ・バージョン） [3:10]
作詞：PEACH-PIT、斉藤恵、作・編曲：伊橋成哉
3. BLACK DIAMOND（メジャー・バージョン）（Vocal off）
4. BLACK DIAMOND（インディーズ・バージョン）（Vocal off）

## キャラクターソングコレクション
2009年3月18日からポニーキャニオンより発売されている一連のアルバムシリーズ。テレビアニメ『しゅごキャラ!』シリーズのキャラクターソングを収録したアルバムシリーズで、2009年3月18日から2010年2月17日にリリースされ、全3タイトルで構成されている。
アニメの挿入歌となったキャラクターソングのほか、キャラクターイメージソングとゲーム使用曲も収録されている。順次収録されたキャラクターが増えているが、空海と海里、2期から登場したルル、3期からのレギュラーであるりっかとひかるの曲については収録されなかった。

### リリース一覧

#### 1
2009年3月18日発売。歌は日奈森あむ（伊藤かな恵）、ラン（阿澄佳奈）、ミキ（加藤奈々絵）、スゥ（豊崎愛生）、ほしな歌唄（水樹奈々）。初回限定盤には、ほしな歌唄の"Heartful Song"宣伝用ブロマイド風カードが封入された。
ほとんどシングルで発売されたキャラクターソングのベスト盤になっているが、「BLACK DIAMOND（インディーズ・バージョン）」のみ収録されていない。全10曲中半分が、作中で歌手である歌唄の曲で占めている。
収録曲
1. にじいろキャラチェンジ! [3:32]
歌：あむwithラン・ミキ・スゥ（伊藤かな恵、阿澄佳奈、加藤奈々絵、豊崎愛生）
作詞：斉藤恵、作曲：柿島伸次、編曲：上杉洋史
  - ニンテンドーDSゲーム『しゅごキャラ! あむのにじいろキャラチェンジ』主題歌
  - テレビアニメ『しゅごキャラ!!どきっ』第73話挿入歌
2. 迷宮バタフライ [4:59]
歌：ほしな歌唄（水樹奈々）
作詞：PEACH-PIT、斉藤恵、作曲：dAicE、編曲：斉藤悠弥
  - テレビアニメ『しゅごキャラ!』 第12話〜第51話の一部の回での挿入歌
3. Happy Xmas [4:00]
歌：あむwithラン・ミキ・スゥ（伊藤かな恵、阿澄佳奈、加藤奈々絵、豊崎愛生）
作詞：斉藤恵、作曲：柿島伸次、編曲：柿島伸次
  - テレビアニメ『しゅごキャラ!! どきっ』第63話挿入歌
4. いいことありそう [3:47]
歌：ラン・ミキ・スゥ（阿澄佳奈、加藤奈々絵、豊崎愛生）
作詞：斉藤恵、作曲：酒井ミキオ、編曲：斉藤恵
  - テレビアニメ『しゅごキャラ!!どきっ』第64話挿入歌
5. 君のBirthday [3:21]
歌：日奈森あむ（伊藤かな恵）
作詞：斉藤恵、作曲：柿島伸次、編曲：柿島伸次
  - テレビアニメ『しゅごキャラ!! どきっ』第69話挿入歌
6. Blue Moon [4:13]
歌：ほしな歌唄（水樹奈々）
作詞：斉藤恵、作曲：dAicE、編曲：斉藤悠弥
7. BLACK DIAMOND（メジャー・バージョン） [3:44]
歌：ブラックダイヤモンズ Vo：ほしな歌唄（水樹奈々）
作詞：PEACH-PIT、斉藤恵、作曲：伊橋成哉、編曲：上杉洋史
  - テレビアニメ『しゅごキャラ!』 第39話〜第51話の一部の回での挿入歌

作中では歌唄による作詞、イクトによる作曲とされ、ヴァイオリンの演奏もイクトによるものとされている。
8. 最強LOVE POWER [3:45]
歌：あむwithラン・ミキ・スゥ（伊藤かな恵、阿澄佳奈、加藤奈々絵、豊崎愛生）
作詞：斉藤恵、作曲：市川淳、編曲：上杉洋史
  - テレビアニメ『しゅごキャラ!』 第62話挿入歌
9. Heartful Song [4:44]
歌：ほしな歌唄（水樹奈々）
作詞：斉藤恵、作曲：市川淳、編曲：上杉洋史
  - テレビアニメ『しゅごキャラ!』 第47話・第55話・第59話、『しゅごキャラ!! どきっ』第89話挿入歌

作中では歌唄による作詞、イクトによる作曲とされている。
10. ゆめのつぼみ [1:27]
ボーナストラック
歌：ほしな歌唄（水樹奈々）
作詞：PEACH-PIT、斉藤恵、作曲：Di'LL、編曲：Di'LL
  - テレビアニメ『しゅごキャラ!』 第42話・第43話挿入歌

幼少期の歌唄が歌っているという設定のため、声が幼い。

#### 2
2009年8月5日発売。歌は日奈森あむ（伊藤かな恵）、辺里唯世（高木礼子）、藤咲なでしこ・なぎひこ（千葉紗子）、結木やや（中村知子）、真城りま（矢作紗友里）、月詠イクト（中村悠一）、ほしな歌唄（水樹奈々）、桜井優亜（釘宮理恵）。ニンテンドーDS用ゲーム『しゅごキャラ! ノリノリ!キャラなりズム♪』に収録された楽曲を多数収録。1は主人公・あむとそのしゅごキャラ3人、歌手である歌唄の曲しか収録されなかったが、今回からは収録キャラクターも大幅に増えた。
収録曲
1. カラフルハートビート
歌：あむwithガーディアン（伊藤かな恵、高木礼子、千葉紗子、中村知子、矢作紗友里）
作詞：斉藤恵、作曲：斉藤恵、編曲：斉藤恵
2. シークレットプリンセス
歌：桜井優亜（釘宮理恵）
作詞：斉藤恵、作曲：市川淳、編曲：Di'LL
  - テレビアニメ『しゅごキャラ!! どきっ』第86話挿入歌
3. ちいさな星〜The Little Prince〜
歌：辺里唯世（高木礼子）
作詞：斉藤恵、作曲：斉藤恵、編曲：斉藤恵
4. いつかはロマンス
歌：真城りま（矢作紗友里）
作詞：斉藤恵、作曲：斉藤恵、編曲：斉藤恵
5. 大きくなぁれ!
歌：結木やや（中村知子）
  - テレビアニメ『しゅごキャラ!!! どっきどき』第5話挿入歌

作詞：斉藤恵、作曲：斉藤恵、編曲：斉藤恵
6. 花手紙
歌：藤咲なでしこ・なぎひこ（千葉紗子）
作詞：斉藤恵、作曲：斉藤恵、編曲：斉藤恵
  - テレビアニメ『しゅごキャラ!!! どっきどき』第7話挿入歌
7. 月夜のマリオネット
歌：月詠イクト（中村悠一）
作詞：斉藤恵、作曲：市川淳、編曲：山崎淳
8. 太陽が似合うよ
歌：ほしな歌唄（水樹奈々）
作詞：斉藤恵、作曲：伊橋成哉、編曲：山崎淳
  - テレビアニメ『しゅごキャラ!! どきっ』第93話
  - テレビアニメ『しゅごキャラ!!! どっきどき』第3話挿入歌
9. シークレットプリンセス（あむVer.）
ボーナストラック
歌：日奈森あむ（伊藤かな恵）
作詞：斉藤恵、作曲：市川淳、編曲：Di'LL

#### 3
2010年2月17日発売。歌は日奈森あむ（伊藤かな恵）、ラン（阿澄佳奈）、ミキ（加藤奈々絵）、スゥ（豊崎愛生）、ほしな歌唄（水樹奈々）。アニメ3年目のコーナー「しゅごキャラ! 図鑑」でオンエアされる新曲を集めたアルバム。収録曲数が減ってミニアルバムとなった分、前作までより値段が安くなっている。
1. 合い言葉はオープンハート
歌：日奈森あむ（伊藤かな恵）
作詞：斉藤恵、作曲・編曲：町田トシユキ
2. はんぶんこのハート
歌：日奈森あむ（伊藤かな恵）
作詞：斉藤恵、作曲：町田トシユキ、編曲：町田トシユキ
3. たまご戦士しゅごボンバー
歌：ラン、ミキ、スゥ、ダイヤ（阿澄佳奈、加藤奈々絵、豊崎愛生、伊藤かな恵）
作詞：斉藤恵、作曲：斉藤恵、編曲：斉藤恵 ＆ Di'LL
  - テレビアニメ『しゅごキャラ!ぷっちぷち』第36話挿入歌
4. 茜色の空
歌：ほしな歌唄（水樹奈々）
作詞：斉藤恵、作曲：市川淳、編曲：町田トシユキ
5. 夢追いRACER
歌：日奈森あむ（伊藤かな恵）
作詞：斉藤恵、作曲：Yatchi、編曲：Yatchi

## コンピレーションアルバム
2010年3月10日にポニーキャニオンから発売されたテレビシリーズのコンピレーションアルバム。初回限定盤はCD＋DVD、通常盤はCDのみの各構成となっている。初回限定盤と通常盤（初回生産分）には、オリジナル･トレーディングカードが1枚（全3種）封入されている。初回限定盤にはアニメイラスト miniポスターが封入されている。
収録曲
CD
1. ありがとう〜大きくカンシャ!〜 [3:49]
歌：しゅごキャラエッグ!
作詞：川上夏季、作曲・編曲：原田ナオ
2. Going On! [4:06]
歌：ガーディアンズ4
作詞：川上夏季、作曲・編曲：斎藤悠弥
3. わたしのたまご [4:33]
歌：しゅごキャラエッグ!
作詞：川上夏季、作曲・編曲：木之下慶行
4. PARTY TIME [3:44]
歌：ガーディアンズ4
作詞：川上夏季、作曲・編曲：日比野裕史
5. School Days（しゅごキャラエッグ! Ver.） [3:56]
作詞：川上夏季、作曲：BOUNCEBACK、編曲：日比野裕史
6. School Days [3:56]
歌：ガーディアンズ4
作詞：川上夏季、作曲：BOUNCEBACK、編曲：日比野裕史
7. おまかせ♪ガーディアン（しゅごキャラエッグ! Ver.） [3:18]
作詞：川上夏季、作曲・編曲：斎藤悠弥
8. おまかせ♪ガーディアン [3:18]
歌：ガーディアンズ4
作詞：川上夏季、作曲・編曲：斎藤悠弥
9. しゅごしゅご! [3:16]
歌：しゅごキャラエッグ!
作詞：川上夏季、作曲：TATSUYA、編曲：安部潤
10. みんなのたまご [3:34]
作詞：川上夏季、作曲：日比野裕史、編曲：安部潤
11. みんなだいすき [3:49]
歌：Buono!
作詞：岩里祐穂、作曲：井上慎二郎、編曲：西川進
12. こころのたまご [3:57]
歌：Buono!
作詞：川上夏季、作曲：ムラマツテツヤ、編曲：安部潤
13. ありがとう〜大きくカンシャ!〜（ガーディアンズ4&しゅごキャラエッグ!&Buono! 全員集合ver.） [3:50]
歌：ガーディアンズ4・しゅごキャラエッグ!・Buono!
作詞：川上夏季、作曲・編曲：原田ナオ

DVD（初回限定盤のみ）
1. ガーディアンズ4 「PARTY TIME」「Going On!」
「しゅごキャラパーティー!」ノンテロップ オープニング映像）
2. しゅごキャラエッグ!
「しゅごキャラパーティー!」未公開・NG集
3. テレビスポット集
ガーディアンズ4「Going On!」「PARTY TIME」「School Days」「おまかせ♪ガーディアン」

しゅごキャラエッグ!「しゅごしゅご」「みんなのたまご」